# کورت هاوکینز
برایان جوزف مایر (به انگلیسی: Curt Hawkins) یک کشتی‌گیر حرفه‌ای آمریکایی متولد ۲۰ آوریل ۱۹۸۵ است که با نام کورت هاوکینز، در مسابقات کشتی حرفه‌ای شرکت می‌کند. هاوکینز از سال ۲۰۰۴، تاکنون در این رشته، و در مسابقات نوع راو فعال بوده‌است.و به تازگی از WWE اخراج شده است .